# Gars am Kamp
Gars am Kamp  är en ort och kommun  i Österrike. Den ligger i distriktet Horn i förbundslandet Niederösterreich, 70 km nordväst om huvudstaden Wien. 
Kommunen består av 13 orter (Ortschaften) (inom parentes invånarantal 1 januari 2024):

- Buchberg am Kamp (53)
- Etzmannsdorf am Kamp (98)
- Gars am Kamp (1 911)
- Kamegg (230)
- Kotzendorf (47)
- Loibersdorf (14)
- Maiersch (123)
- Nonndorf bei Gars (69)
- Tautendorf (179)
- Thunau am Kamp (404)
- Wanzenau (35)
- Wolfshof (41)
- Zitternberg (271)